# Rayon spectral
Soit {\displaystyle A} un endomorphisme sur un espace de Banach complexe {\displaystyle E}, on appelle rayon spectral de {\displaystyle A}, et on note {\displaystyle \rho (A)}, le rayon de la plus petite boule fermée de centre 0 contenant toutes les valeurs spectrales de {\displaystyle A}. Il est toujours inférieur ou égal à la norme d'opérateur de {\displaystyle A}.
En dimension finie, pour un endomorphisme de valeurs propres complexes {\displaystyle \lambda _{1},\lambda _{2},...,\lambda _{n}}, le rayon spectral est égal à {\displaystyle \max _{i}{\left|\lambda _{i}\right|}}.
Par conséquent, pour toute norme matricielle N, c'est-à-dire toute norme d'algèbre sur {\displaystyle M_{n}(\mathbb {R} )} (respectivement {\displaystyle M_{n}(\mathbb {C} )})  et pour toute matrice A dans {\displaystyle M_{n}(\mathbb {R} )} (respectivement {\displaystyle M_{n}(\mathbb {C} )}), {\displaystyle \rho (A)\leq N(A)}.
De plus, on montre que {\displaystyle \rho (A)=\inf N(A)}, la borne inférieure étant prise sur l'ensemble des normes subordonnées donc a fortiori sur l'ensemble des normes d'algèbre.
Le théorème de Gelfand nous dit que le rayon spectral {\displaystyle \rho (A)} d'un endomorphisme {\displaystyle A} est donné par la formule
{\displaystyle \rho (A)=\lim _{+\infty }\|A^{n}\|^{1/n}}.
Pour un opérateur normal (en particulier pour un opérateur autoadjoint) sur un espace de Hilbert H, le rayon spectral est égal à la norme d'opérateur. On en déduit que pour tout opérateur A sur H, {\displaystyle \|A\|^{2}=\rho (A^{*}A)}.
Le rayon spectral peut donc être strictement inférieur à la norme d'opérateur. Par exemple la matrice {\displaystyle M={\begin{pmatrix}0&1\\0&0\end{pmatrix}}} a un rayon spectral 0, mais {\displaystyle M\neq 0} donc  {\displaystyle \|M\|>0=\rho (M)} (plus précisément, {\displaystyle \|M\|=1} car nous avons {\displaystyle \|M\|^{2}=\|^{\operatorname {t} }M\ M\|=\rho (^{\operatorname {t} }M\ M)=1}).